# Sarmizegetusa Regia

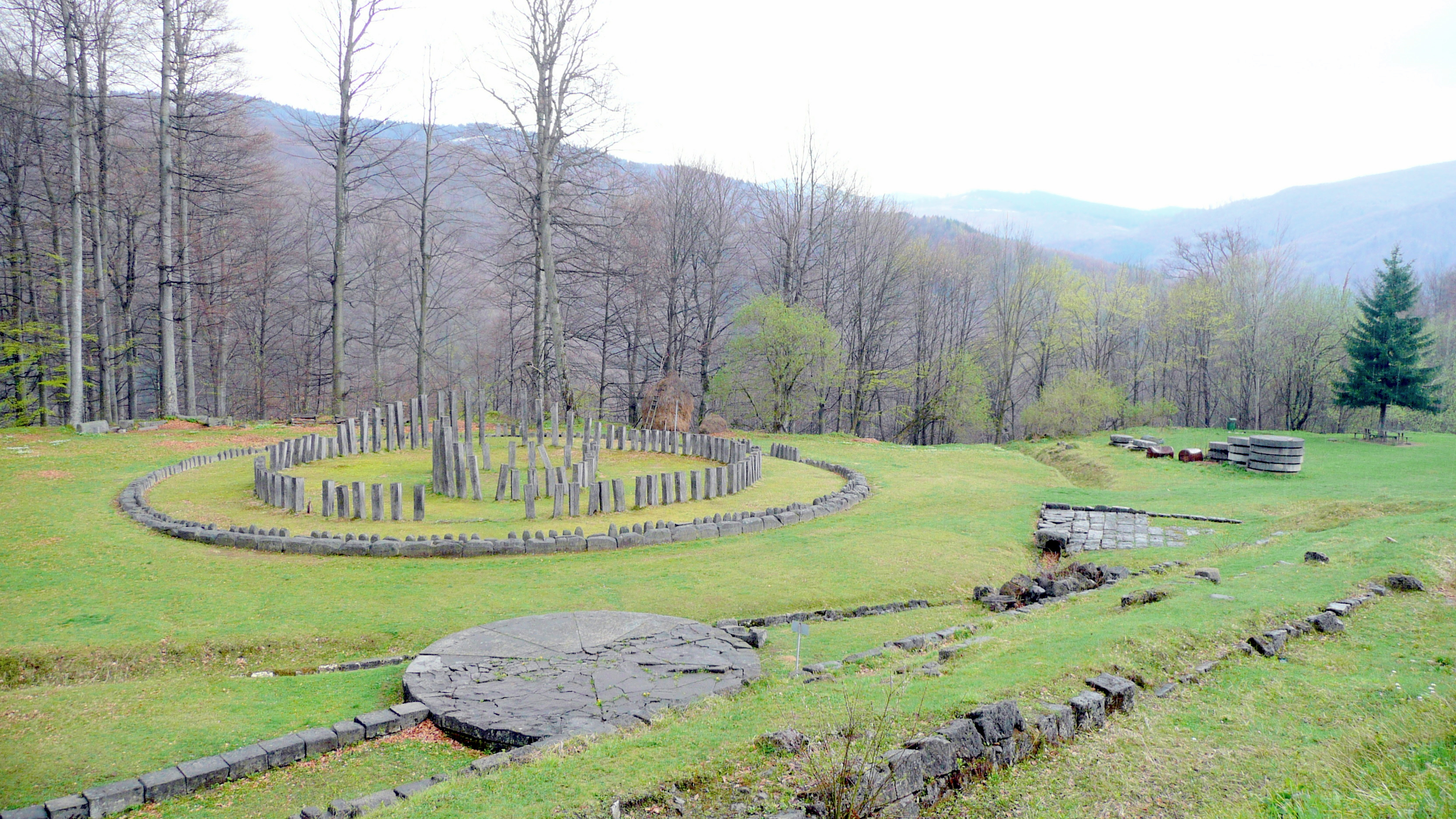
Rekonstrukcja ruin świątyń.

Mapa terenu.

Sarmizegetusa Regia – stolica przedrzymskiej Dacji, znajdowała się w południowo-zachodniej części Siedmiogrodu.
Miasto o powierzchni ponad 3 km² zbudowano na wysokości 1200 m n.p.m. Prawdopodobnie powstało za panowania króla Burebisty, a następnie było rozbudowywane. W tym czasie został zbudowany z glinianych rur system kanalizacji, którego głównym zadaniem było najprawdopodobniej dostarczanie wody do miasta podczas oblężenia. Zostało zniszczone przez Rzymian w roku 106, w czasie II wojny króla Decebala z Imperium Rzymskim.
Rzymianie zbudowali w odległości ponad 40 km nowe miasto – Ulpia Traiana Sarmizegetusa (pełna nazwa: Colonia Ulpia Traiana Augusta Dacica Sarmizegetusa), które również nazwano później Sarmisegetusą.